# Klaus Grünberg (Bühnenbildner)
Klaus Grünberg (* 1969 in Hamburg) ist ein deutscher Bühnenbildner und Lichtdesigner.

## Leben
Klaus Grünberg studierte Bühnen- und Kostümbild an der Akademie der bildenden Künste Wien bei Erich Wonder, dem er auch assistierte.
Seit 1994 arbeitet er als freischaffender Bühnenbildner und Lichtdesigner an Theatern und Opernhäusern im deutschsprachigen Raum sowie in Buenos Aires und Kuwait.
Grünberg arbeitete mit den Regisseurinnen und Regisseuren Sebastian Baumgarten, André Wilms, Sulayman Al-Bassam, André Gindt, Barrie Kosky, Tatjana Gürbaca, Heiner Goebbels und anderen zusammen.
Wichtige Arbeiten entstanden bei der Ruhrtriennale 2012–2014 und am Théâtre de Vidy mit Heiner Goebbels.

## Inszenierungen (Auswahl)
- L’Orfeo an der Berliner Staatsoper
- Die Hochzeit des Figaro, Iphigenie auf Tauris, Kiss me, Kate[2] und Pelléas et Mélisande[3] an der Komischen Oper Berlin
- Lohengrin an der Wiener Staatsoper
- Der fliegende Holländer sowie Tristan und Isolde am Aalto-Theater in Essen[2]
- Die Nase am Royal Opera House London[3]
- Werther[4] und Macbeth am Zürcher Opernhaus
- Simplicius Simplicissimus am Theater Bremen[3]

## Anerkennungen
- 2017 erhielt er den International Opera Award.[5]